# Corpus Christianorum
Corpus Christianorum (zkráceně CC, někdy též CChr) je ediční projekt nakladatelství Brepols (Turnhout, Belgie), jehož cílem je vydávání kritických edic křesťanských textů (zejm. řeckých a latinských) od pozdní antiky do konce středověku. Hlavní ediční řady jsou Series Graeca, Series Latina a Continuatio Mediaevalis. Díla jsou vydávána bez překladu a komentáře, pouze s krátkou předmluvou a kritickým aparátem. V rámci projektu také vychází revue Sacris erudiri, dále monografie, příručky, bibliografie a elektronické databáze. 

## Cíl projektu
Projekt inicioval Dom Eligius Dekkers (1915-1998), mnich benediktinského kláštera v Steenbrugge, s cílem nahradit starší ediční řady Patrologia latina a Patrologia graeca. Prvními publikacemi CC jsou první ročník revue Sacris erudiri (1947), Clavis Patrum Latinorum (1951) a první svazek Series Latina (Tertullianus, Opera catholica. Adversus Marcionem, 1954).

## Hlavní ediční řady
- Corpus Christianorum, Series Graeca (CCSG): kritická edice řeckých křesťanských textů.
- Corpus Christianorum, Series Latina (CCSL): kritická edice latinských křesťanských textů prvních osmi století.
- Corpus Christianorum, Continuatio Medievalis (CCCM): kritická edice křesťanských textů od karolinské renesance do konce středověku.
- CETEDOC Library of Christian Latin Texts (CLCLT): elektronická databáze patristických a středověkých textů od 2. do 15. století, v roce 2001 přejmenovaná na Library of Latin Texts a zásadně rozšířená o latinské texty od Livia Andronica po Druhý vatikánský koncil. Kromě sérií CCSL a CCCM zahrnuje také části edičních řad jiných vydavatelství (Corpus scriptorum ecclesiasticorum latinorum, Sources chrétiennes, Patrologia latina, Acta sanctorum a Analecta hymnica medii aevi).

## Veřejné knihovny
Z českých veřejných knihoven mají aspoň část těchto edičních řad následující:
- Knihovna Centra pro práci s patristickými, středověkými a renesančními texty (Cyrilometodějská teologická fakulta Univerzity Palackého v Olomouci): cca 140 titulů

- Knihovny Univerzity Karlovy (katalog), zejm. knihovna evangelické teologické, filozofické a katolické teologické fakulty: cca 80 titulů
- Knihovna Kabinetu klasických studií Akademie věd ČR: cca 250 titulů